# Lukas Märtens
Lukas Märtens (n. 27 decembrie 2001, Magdeburg, Germania) este un înotător german, medaliat olimpic. A participat la 2 ediții ale Jocurilor Olimpice (2020, 2024) în care a câștigat o medalie de aur.